# Laize-Clinchamps
Laize-Clinchamps è un comune francese di nuova costituzione in Normandia, dipartimento del Calvados, arrondissement di Caen. Il 1º gennaio 2017 è stato creato accorpando i comuni di Clinchamps-sur-Orne e Laize-la-Ville che ne sono diventati comuni delegati.